# 世界道路交通犠牲者の日
世界道路交通犠牲者の日（せかいどうろこうつうぎせいしゃのひ　World Day of Remembrance for Road Traffic Victims）とは、交通犯罪被害者の救済及び、交通犯罪予防のための取組の重要性を啓発するための国際デー。2005年10月26日の国連総会決議で毎年11月の第三日曜日と定められた。
イギリスのNGO団体が1993年から実施していた活動に由来する。その後、ヨーロッパを中心に支持が広がり、世界保健機関が共同提唱する形で国際的な取組となった。